# Spodnje Konjišče
Spodnje Konjišče je naselje v Občini Apače.